# Гроња
Гроња (лат. corymbus) је врста цвасти која спада у групу простих рацемозних цвасти. Ова цваст представља измењен грозд. Код ове цвасти главна осовина је скраћена, а цветне дршке су од врха, према дну осовине све дуже и дуже, тако да се сви цветови налазе приближно у истој равни. Гроња може бити и део сложене гроње.

## Примери
Ова врста цвасти се јавља нпр. код глога и јабуке.